# Mycoplasma laboratorium
Mycoplasma laboratorium ist die Bezeichnung eines künstlichen Bakteriums mit minimalem Genom aus dem Fachgebiet der Synthetischen Biologie. Als Strategie für die Herstellung wurde vorgeschlagen, ein Genom zu synthetisieren, das nur die essentiellen Gene einer Mycoplasma-Art enthält, und dieses Genom dann in Bakterienzellen, deren Genom entfernt wurde, einzufügen. Die Bezeichnung ‚Mycoplasma laboratorium‘ ist kein offizielles Taxon.
Ein Ziel entsprechender Versuche ist es, festzustellen, wie groß die für einen lebenden Organismus mindestens notwendige Zahl von Genen ist, um Stoffwechsel, Wachstum und Fortpflanzung aufrechterhalten zu können. Ein Forscherteam von etwa 20 Wissenschaftlern um Craig Venter und den Nobelpreisträger Hamilton Othanel Smith setzte sich zum Ziel, dass sich das resultierende Bakterium mit synthetischer DNA selbst replizieren soll (siehe J. Craig Venter Institute, JCVI). Durch gezieltes Ausschalten der Gene von Mycoplasma genitalium identifizierten sie 382 der 482 Gene dieses Organismus als essentiell.
Das künstlich hergestellte Minimalgenom könnte als Ausgangspunkt für gezielt für die Biotechnologie entwickelte Bakterien dienen.
2010 berichtete Science, dass die Venter-Gruppe das Genom des Bakteriums Mycoplasma mycoides erfolgreich aus einem Computerprotokoll synthetisiert und in eine bestehende Zelle von Mycoplasma capricolum transplantiert hatte, deren DNA zuvor entfernt wurde. Das neue Bakterium war lebensfähig, das heißt, es war in der Lage, sich zu replizieren – es war aber streng genommen keine wirklich synthetische Lebensform.
Am 24. März 2016 veröffentlichte Venter ein Bakterium Mycoplasma mycoides JCVI-syn3.0 mit synthetischem Genom aus 473 Genen beziehungsweise 531.000 Basenpaaren (Minimalgenom). Eine 2021 veröffentlichte, um 19 Gene erweiterte Variante JVCI-syn3A war teilungsfähig.